# Chiesa del Corpus Domini al Bandino

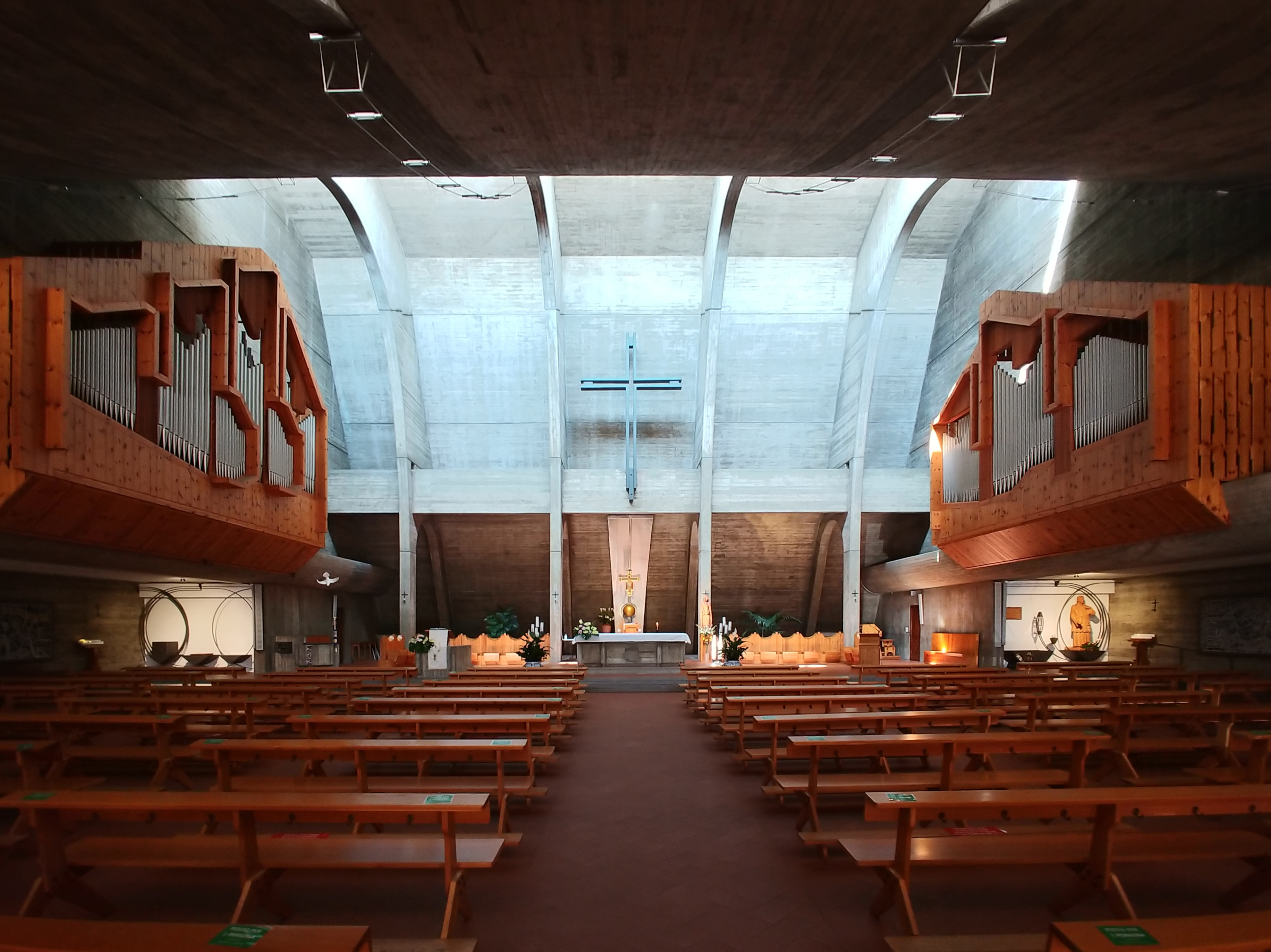
Interno

La chiesa del Corpus Domini al Bandino è un luogo di culto cattolico che si trova in via Reims a Firenze nel quartiere di Gavinana.

## Storia e descrizione
Nel 1969, negli anni del dopo alluvione, fu stabilito che una nuova parrocchia sorgesse presso il vecchio borgo del Bandino e venne affidata alla cura dei Servi della Carità di San Luigi Guanella. L'edificio per il culto venne progettato e poi costruito nel nuovo quartiere di via di Villamagna e via Gran Bretagna su disegno degli architetti Alessandro Guerrera e Roberto Nardi.
La consacrazione avvenne nel 1975. L'architettura si ispira a quella di Giovanni Michelucci ed al tema della tenda che caratterizza la chiesa di San Giovanni Battista presso lo snodo autostradale. All'interno, il disegno del tabernacolo, degli amboni e dei due corpi dell'organo è dell'architetto Lando Bartoli. Quest'ultimo strumento venne costruito dalla ditta Leorin nel 1985 in occasione del decimo anniversario della consacrazione della chiesa; è a trasmissione elettrica, con 39 registri su due manuali e pedale.